# آبرناتی (تگزاس)
آبرناتی، تگزاس(به انگلیسی: Abernathy, Texas) شهری در محدوده شهرستان‌های هال و لوبوک ایالت تگزاس از ایالات جنوبی ایالات متحده آمریکا است. در سرشماری سال ۲۰۰۰، جمعیت این شهر ۲٬۸۳۹ نفر اعلام شد.

## جستارهای ویژه
- فهرست شهرهای تگزاس